# Hans Frey-Hoepfner
Hans Frey-Hoepfner (* 28. April 1865 in Olten; † 24. April 1939 in Küsnacht) war ein Schweizer Seminarlehrer, Geologe und Mineraloge.

## Leben
Hans Frey kam nach dem Besuch der Primar- und Bezirksschule in Olten an die Kantonsschule Solothurn. Unter dem Naturkundelehrer Franz Lang reifte sein Wunsch, Geologe zu werden. Nach der Matura studierte er am Eidgenössischen Polytechnikum in Zürich bei Albert Heim, Carl Schröter und Arnold Lang.
Nach Erlangen der Lehrbefugnis trat er verschiedene Stellungen an. Unter anderem war er auch als Privatdozent tätig. Er besuchte Kurse bei Paul Heinrich von Groth und an der Albert-Ludwigs-Universität Freiburg. 1895 wurde er als Nachfolger Heinrich Wettsteins an das Lehrerseminar Küsnacht berufen. Diese Stellung behielt er 38 Jahre inne.
Er veröffentlichte 1901 ein Lehrbuch für Mineralogie und Geologie für schweizerische Mittelschulen und geologische Karten. Er war Mitglied der Naturforschenden Gesellschaft Zürich, der Naturforschenden Gesellschaft der Schweiz und Mitbegründer der Zürcherischen Geologischen Gesellschaft.
Er setzte sich unter anderem für die Erhaltung von Findlingen ein. Auch der Alexanderstein im Küsnachter Tobel im Kanton Zürich verdankt ihm seinen Erhalt.
Frey war verheiratet mit Klara Hoepfner. Ein Sohn war der Botaniker Albert Frey-Wyssling.

## Schriften
- Mineralogie und Geologie für schweizerische Mittelschulen. 9. Aufl. G. Freytag, Leipzig 1931.